# SBB Re 4/4 I
Die Re 4/4I ist eine ab dem Jahr 1946 gebaute leichte elektrische Schnellzuglokomotive der Schweizerischen Bundesbahnen, kurz SBB, die in zwei unterschiedlichen Serien gebaut wurde. Diese Lokomotiven sind die ersten Drehgestelllokomotiven der SBB. Die SBB entschieden sich bewusst für eine leichte Schnellzuglokomotive mit nur etwa 14 Tonnen Achslast, um auch höhere Kurvengeschwindigkeiten fahren zu können und damit anders als die damalige Berner Alpenbahn-Gesellschaft Bern–Lötschberg–Simplon, kurz BLS, die die bereits ab 1944 gebauten Universallokomotiven Ae 4/4 mit 20 Tonnen Achslast beschaffte. 
Als Aufgabenbereich war ihnen vor allem die Führung von Schnellzügen auf der Ost-West-Transversale der Schweiz zugedacht.
Die ursprünglich als Re 4/4 bezeichneten Lokomotiven wurden in den 1960er Jahren durch die RBe-4/4-Triebwagen mit einer hohen Leistung und wenig später die wesentlich stärkeren Re 4/4II in andere Dienste verdrängt. Wegen ebendieser Re 4/4II erfolgte auch die Umbezeichnung der Re 4/4 zu Re 4/4I.

## Vorgeschichte
Ab 1935 kamen bei den SBB die Leichttriebwagen vom Typ CLe 2/4, die so genannten Roten Pfeile, zum Einsatz. Diese konnten eine Höchstgeschwindigkeit von 125 km/h fahren. Die Fahrzeuge waren von Anfang an sehr beliebt. Für diese Alleinfahrer waren die Einsatzmöglichkeiten aber beschränkt. Insbesondere war das beschränkte Platzangebot problematisch.
Für den Städteverkehr zwischen Zürich und Genf wurden deshalb ab Frühjahr 1936 so genannte Leichtschnellzüge mit Ae 3/6I geführt, deren Höchstgeschwindigkeit vmax auf 110 km/h gesteigert wurde (Nummern 10637–10714). Die Anhängelast war dabei auf 150 t beschränkt, was beim vorhandenen Wagenmaterial eine Beschränkung auf drei Wagen ergab.
Mit Einführung der Leichtstahlwagen ab 1937 konnten zwar mehr Reisezugwagen angehängt werden, die Höchstgeschwindigkeit blieb aber auf 110 km/h beschränkt.
Die 1937 beschafften zwei dreiteiligen Triebwagenzüge BCLe 8/12 501 und 502 konnten die angestrebte Höchstgeschwindigkeit ausfahren, sie hatten mit einer vmax von 150 km/h sogar noch eine gute Reserve.
Auch sie waren aber Alleinfahrer mit den entsprechenden Problemen bei der Sitzplatzkapazität.
1940 wurden die drei Gepäcktriebwagen RFe 4/4 601-603 in Dienst gestellt. Diese erfüllten die Forderung der vmax von 125 km/h. Von der Leistung her waren diese Triebfahrzeuge mit nur 1340 PS oder 985 kW aber zu schwach. Die Schnellzüge hätten mit unwirtschaftlicher Doppel- oder Dreifachtraktion geführt werden müssen. Dazu wären pro Zug auch noch ein bis zwei ungenutzte Gepäckabteile mitgeführt worden.
Zur gleichen Zeit war die Bern–Lötschberg–Simplon-Bahn auf der Suche nach einem Ersatz ihrer alten Be 5/7-Lokomotiven. Verlangt wurde eine laufachslose Drehgestelllokomotive mit einer Leistung von 4000 PS. Die Industrie erfüllte diese Anforderungen, abgesehen von der für die Leichtschnellzüge zwingend verlangten erhöhten Kurvengeschwindigkeit, in eindrücklicher Weise mit der 80 t schweren und 125 km/h schnellen Ae 4/4.

## Bestellung einer Leichtschnellzuglokomotive
Die SBB benötigten für ihre Bedürfnisse eine Leichtschnellzuglokomotive, die die nachfolgenden Kriterien erfüllen musste:
- Die Lokomotive sollte die gleiche Kurvengeschwindigkeit wie die erwähnten Leichttriebwagen fahren können, das heisst in der Regel 10 km/h schneller als andere Lokomotiven. Die statische Achslast durfte deshalb 14 t nicht überschreiten.
- Die Lokomotive musste auf Steigungen bis 12 ‰ Züge bis 300 t mit den gleichen Geschwindigkeiten und Fahrzeiten wie die Leichttriebwagen befördern.
- Auf Steigungen bis 10 ‰ sollte ein Zug mit 480 t, entsprechend 15 Leichtstahlwagen, mit 75 km/h befördern können, in ebener Strecke mit 125 km/h.
- Eine Rekuperationsbremse musste vorhanden sein, mit der bei 38 ‰ Gefälle das Lokomotivgewicht und bei kleineren Gefällen dazu eine Teil der Anhängelast abgebremst werden konnte.
- Eine elektropneumatische Hüpfersteuerung mit 24 Fahr- und mindestens 8 Bremsstufen sollte eingebaut werden.
- Die Lokomotive musste von einem Steuerwagen oder einer zweiten Lokomotive ferngesteuert werden können.
- Die Lokomotive sollte im Aussehen zu den Leichtstahlwagen passen.

Diese Kriterien erfüllten in der Tat nur die Re 4/4 I der ersten Serie. Die zweite Serie hatte keine elektrische Bremse und damit auch keine Rekuperationsbremse und Bremsstufen. Die zweite Serie konnte auch nicht von einem Steuerwagen oder einer zweiten Lokomotive aus ferngesteuert werden.

## Auftragsvergabe und Projektierung
Die ersten Grundlagen für die Projektierung wurden im Mai 1943 festgelegt. Im Januar 1944 bewilligte der Verwaltungsrat der SBB einen Kredit von 4'200'200 Franken für die Beschaffung von sechs elektrischen Lokomotiven der Bauart Re 4/4.
Der Auftrag an die schweizerische Lokomotivindustrie wurde wie folgt aufgeteilt:
- Schweizerische Lokomotiv- und Maschinenfabrik (SLM): Mechanischer Teil und Montage des BBC-Federantriebs.
- Maschinenfabrik Oerlikon (MFO): Montagezeichnungen und Schaltpläne für die elektrische Ausrüstung, ein Drittel der Fahrmotoren, gesamte Ausrüstung der Nutzstrombremse, Hilfsmaschinen und Instrumente für Motoren-, Zugheizungs-, Hilfsbetriebe- und Beleuchtungsstromkreise.
- Brown, Boveri & Cie. (BBC): zwei Drittel der Fahrmotoren, Transformatoren, Druckluft-Hauptschalter, Stromabnehmer und übrige hochspannungsseitige Apparaturen.
- Société Anonyme des Ateliers de Sécheron (SAAS): elektro-pneumatische Hüpfersteuerung.

## Nummerierung
Bei der Ablieferung der damaligen Re 4/4 Leichtschnellzuglokomotiven sowohl der ersten, wie auch der zweiten Serie, war es üblich die Triebwagen und Schnellzugdampflokomotiven mit einer dreistelligen Nummer zu versehen. Für die Dampflokomotiven und die Diesellokomotiven waren vierstellige Nummern vorgesehen und für die elektrischen Lokomotiven fünfstellige Nummern. Dennoch erhielten die Lokomotiven dreistellige Nummern. 

## Inbetriebnahme

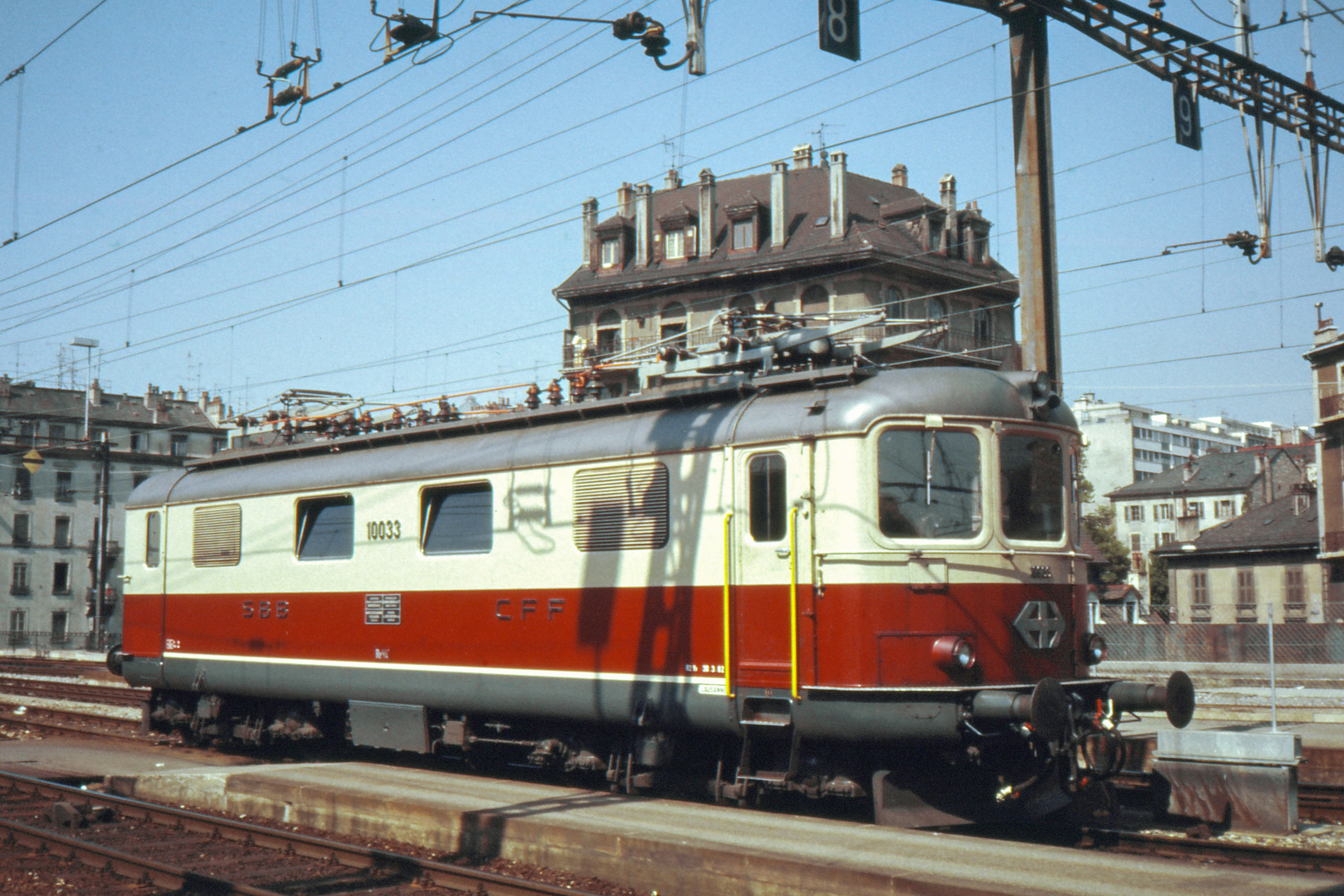
SBB Re 4/4^{I} 10033 TEE der 2. Serie in Genf, 1982

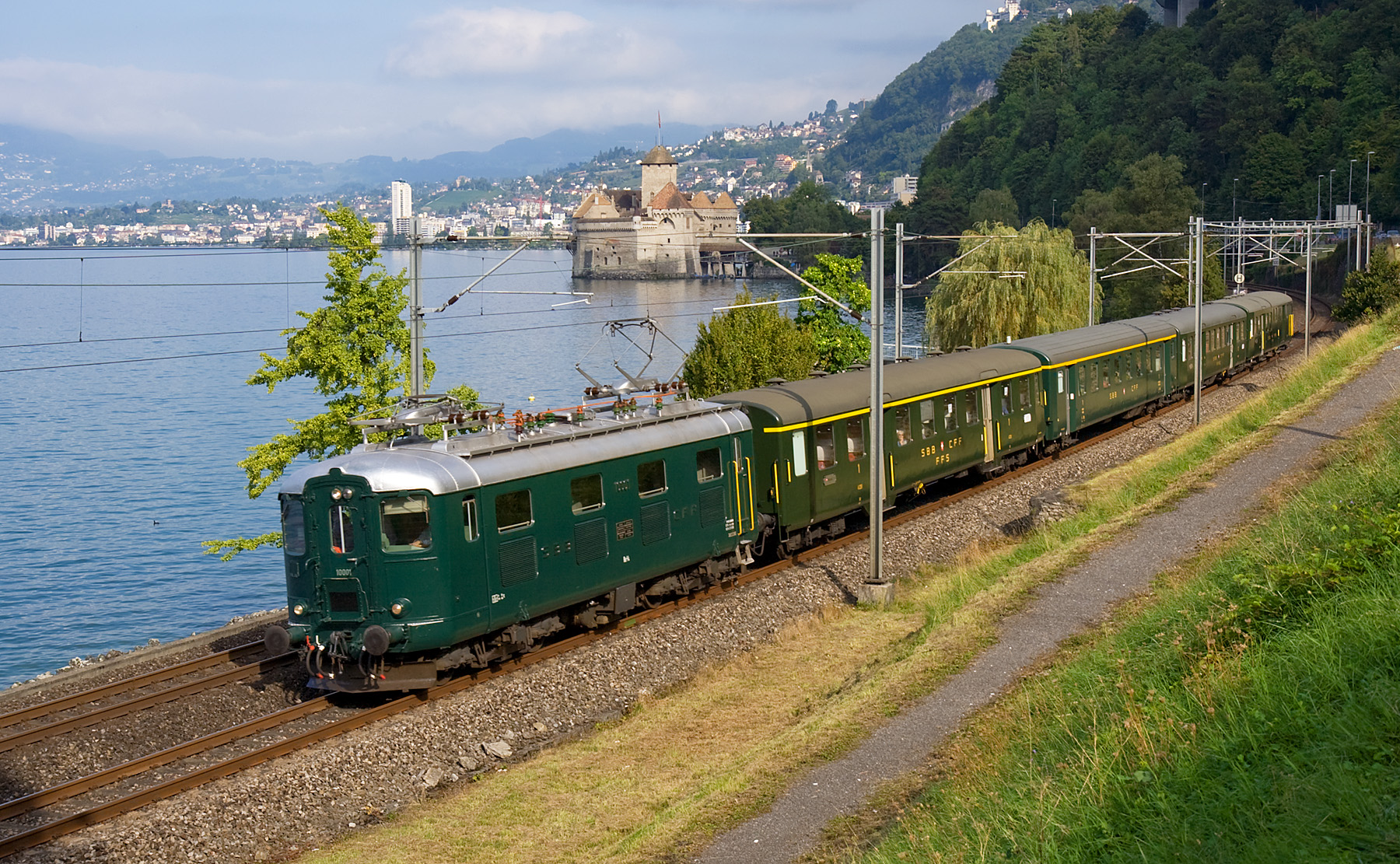
SBB Historic Re 4/4^{I} 10001 der 1. Serie mit Stirntüren beim Schloss Chillon, 2008

| Serie        | Betriebsnummern | Betriebsnummern | Inbetriebsetzungsdaten | Inbetriebsetzungsdaten | Merkmale                                                      |
| Serie        | bis 1965        | ab 1965         | von                    | bis                    | Merkmale                                                      |
| ------------ | --------------- | --------------- | ---------------------- | ---------------------- | ------------------------------------------------------------- |
| Erste Serie  | 401–406         | 10001–10006     | 22. Januar 1946        | 26. Juni 1946          | mit Vielfachsteuerung                                         |
| Erste Serie  | 407–416         | 10007–10016     | 17. September 1946     | 17. April 1947         | ohne Vielfachsteuerung                                        |
| Erste Serie  | 417–426         | 10017–10026     | 31. Mai 1948           | 18. November 1948      | mit geneigtem Führertisch für stehende und sitzende Bedienung |
| Zweite Serie | 427–450         | 10027–10050     | 25. April 1950         | 2. November 1951       | ohne Rekuperationsbremse und Stirnwandtüren                   |

## Technik

### Kasten, Maschinen, Apparate
Die Anordnung der Maschinen und Apparate ist bei beiden Serien fast gleich. Unterschiede gab es aber bezüglich Kastenausbau.

#### Erste Serie (401–426)
Der rechte Seitengang diente dem direkten Zugang zu den Maschinen und Apparaten.
Der linke Seitengang wurde mit einer Trennwand komplett von den Installationen getrennt, um den Durchgang für Zugpersonal und Passagiere zu ermöglichen, wenn sich die Lokomotive zum Beispiel von einem Steuerwagen ferngesteuert wurde und zusätzliche Reisezugwagen hinter der schiebenden Lokomotive angehängt waren.
Aus gleichem Grund besass die erste Serie Stirntüren, Übergangsbleche und Faltenbälge.
Die Kühlluft wurde einseitig durch tief liegende Jalousien angesaugt, die sich auf der dem Publikumsverkehr abgewandten Seite befanden. Diese Anordnung bereitete später erhebliche Probleme. Darüber lagen, wie auch auf der anderen Seite, vier Fenster.

#### Zweite Serie (427–450)
Durch das Fehlen der Vielfachsteuerung war die zweite Serie nicht in der Lage, im schiebenden Zustand zu verkehren. Deshalb sind beide Seitengänge für den Zugang zu den Maschinen und Apparaten offen. Die Maschinen besitzen auch keine stirnseitigen Übergänge. Die Lüftung wurde bei diesen Maschinen durch zwei hoch liegende Lüftungsjalousien auf beiden Seiten gelöst. Dazwischen lagen, auch beidseitig, zwei Fenster.

### Der mechanische Teil

#### Drehgestelle
Die Drehgestellrahmen bestehen aus zusammengeschweissten Hohlträgern. An der äusseren Traverse sind die massiven Bahnräumer befestigt.
An der inneren Traverse des Drehgestells I befindet sich der Träger für die Zugsicherungsmagnete.
Die Drehgestelle sind an den inneren Traversen überdies mit einer elastischen Querkupplung verbunden, die den Bogeneinlauf erleichtert.
Die Abstützung der Radsätze auf das Drehgestell erfolgt über Federn mit Silentblocks im Innern, die horizontale Stösse dämpfen.

#### Zugkraftübertragung
Die Übertragung der Zug- und Stosskräfte geschieht über Drehzapfen und Drehpfanne vom Drehgestell auf den Lokomotivkasten.

#### Antrieb
Das Drehmoment wird von den im Drehgestell fest gelagerten Motoren über BBC-Federantriebe auf die Triebachsen übertragen.

#### Lokomotivkasten
Die Bauart und das Design des Lokomotivkastens wurden aus der 1939 gebauten Diesellok Am 4/4, die später zu Bm 4/4II umbezeichnet wurden, abgeleitet. Der Kasten ist als rohrförmiger, steifer ausgebildet und besteht aus dem Bodenrahmen, den Seitenwänden und Teilen des Dachs. Diese Teile und diejenigen für die Übertragung der Zug- und Stosskräfte bestehen aus Stahl. Der Rest des Daches und die Stirnwände sind aus Leichtmetall.

#### Druckluftanlage
Ein zweistufiger MFO-Kolbenkompressor liefert die Druckluft für die Bremsen und pneumatischen Apparate über die Hauptluftbehälter und einen Apparateluftbehälter.

#### Bremsen
Die Lokomotiven der 1. Serie besitzen eine elektrische, als Rekuperationsbremse bezeichnete Betriebsbremse die auch den Einsatz beispielsweise auf der Gotthardbergstrecke ermöglichte, dazu eine automatische Bremse Typ Westinghouse mit einem Wagen-Steuerventil. 
Die Lokomotiven der 2. Serie besitzen keine elektrische Bremsen und waren deswegen beispielsweise für die Gotthardbergstrecke nicht zugelassen. Sie hatten jedoch wie die erste Serie eine automatische Bremse Typ Westinghouse mit einem Wagen-Steuerventil. 
Die automatische Bremse ist in beiden Serien als zweistufige, geschwindigkeitsabhängige R-Bremse («Rapid-Bremse») konzipiert. Ausserdem besitzen die Loks eine direkte Bremse zum Abbremsen des Triebfahrzeugs sowie eine mechanische Feststellbremse auf beiden Führerständen. Diese wirkt jeweils auf das darunter liegende Drehgestell. Die Lokomotiven wurden als erste mit Stopex-Bremsgestänge-Nachsteller ausgerüstet. Als Spezialität musste beim Bremsklotzwechsel das Bremsgestänge mechanisch «umgehängt» werden.

### Der elektrische Teil

#### Hauptstromkreis
Die Leichtbau-Stromabnehmer Typ «BBC 350/I», später «BBC 350/II» mit gefederter Wippe, die Trennmesser, der Erdungsschalter und die Hochspannungseinführung sind gleich wie bei den Ae 4/6 Lokomotiven. Transformator und Steuerung waren aber neu. Deshalb erfolgte eine Abkehr von der zuvor bei den Ae 8/14, Ae 4/6 und Ae 4/4 der BLS angewendeten, hochspannungsseitigen Steuerung.
Der Transformator wandelt die Fahrleitungsspannung in getrennten Wicklungen auf die Fahrmotor-, Heiz- und Hilfsbetriebespannung um.
Die SAAS-Hüpfersteuerung hatte sich schon bei den Ae 3/5, Ae 3/6III und den Be 4/7 bewährt. Sie kam nun bei den Re 4/4I in weiter verbesserter Form wieder zur Anwendung.
Die zwei Wendeschalter stellen die zum Fahren und Bremsen notwendigen Verbindungen zu den Fahrmotoren her. Bei den Lokomotiven der ersten Serie gab es je zwei Stellungen für Fahren und Bremsen, bei der zweiten nur zwei Fahrstellungen.
Die elektrische Bremse der ersten Serie ist als Erregermotor-Schaltung ausgeführt. Der Fahrmotor 1 wird von einem Erregertransformator gespeist und erregt die Motoren 2 und 4, die als fremderregte Wechselstromgeneratoren arbeiten. Diese speisen den Strom über die Bremsdrosselspule zur Unterspannungsseite des Transformators. Von der Hochspannungsseite fliesst der Strom zurück in die Fahrleitung. Zum ersten Mal konnte das durch Rückdrehen des Handrades und ohne Umstellen des Wendeschalter-Steuerschalters erfolgen.
Die Lokomotiven der zweiten Serie hatten keine elektrische Bremse.

#### Fahrmotoren
Die Fahrmotoren der ersten Serie sind 8-polig und entwickeln eine Stundenleistung von 471 kW bei 456 V, 1150 A und 1240 Umdrehungen pro Minute. 
Die Motoren der zweiten Serie sind 10-polig und haben eine Stundenleistung von 480 kW bei 374 V, 1470 A und 1000 Umdrehungen pro Minute.

#### Hilfsbetriebe
Die 220 V-Nennspannung für die Hilfsbetriebe wird an einer besonderen Wicklung des Transformators abgenommen. Über Steckdosen und durch Umstellen des Depotumschalters können die Hilfsbetriebe aber auch ohne Fahrleitung unter Spannung gesetzt werden.
Die Hilfsbetriebe umfassen:
- Kompressormotor
- Zwei Ventilatormotoren
- Ölpumpenmotor
- Motor für die Umformergruppe
- Nullspannung- bzw. Minimalspannungsrelais
- Führerstandsheizung
- Ölwärmeplatte im Führerstand (1. Serie)

## Betrieb
Bis Ende 1948 hatten die vorhandenen 16 Lokomotiven 6,7 Millionen Kilometer zurückgelegt. Das war ein Jahresdurchschnitt von 172'000 Kilometer pro Maschine. Rekordhalter im Jahr 1948 war die Nummer 410 mit 255'218 km. Die Monatsleistungen der Lokomotiven betrugen 25'000 km bis 27'000 km. Der grösste Tagesumlauf für die Re 4/4I betrug damals 1050 km.
Daneben ergab sich bei den beförderten Anhängelasten ein deutlicher Anstieg bei gleichzeitig signifikanter Reduktion des Stromverbrauchs gegenüber den Ae 3/6I.

### Schwachstellen
Beim mechanischen Teil waren dies vor allem die Kastenfedern, die knapp dimensioniert und kriegsbedingt von ungenügender Qualität waren.
Beim elektrischen Teil bereiteten neben anderen Problemen vor allem die achtpoligen Motoren der ersten Serie Sorge, dies während der ganzen Betriebsdauer der Lokomotiven.
Wie bei den übrigen, zu dieser Zeit gebauten und damit ausgerüsteten Eisenbahn- und Strassenbahnfahrzeugen in der Schweiz traten anfänglich Schwierigkeiten vor allem auch im Bereich der Hüpfersteuerung auf, obwohl diese schon bei älteren Triebfahrzeugen verwendet wurde. Vermutlich standen bei den Re 4/4 diese Probleme im Zusammenhang mit dem Ansaugen von Schmutz und Flugschnee. Diese Probleme bekam man aber im Lauf der Jahre in den Griff.
Auch die relativ schwache, und daher von den Lokomotivführern auch auf den Rampen der Gotthardstrecke oft nicht verwendete elektrische Bremse (nur bei der ersten Serie vorhanden), erzeugte viel Ärger. Durch den Umstand, dass sie oft nicht verwendet wurde, sahen die Pendelzugloks ursprünglich schon kurze Zeit nach Revisionen aus wie fahrende Gussputzereien, was auch für alle anderen Triebfahrzeuge galt, die in Pendelzugdiensten liefen: Die Ae-3/5-Lokomotiven, Die De-4/4-Gepäcktriebwagen und die Be-4/6-Personentriebwagen. Es war den Depots ursprünglich nahezu unmöglich, sie sauber zu halten, was insbesondere mit Auftauchen der ersten Re 4/4I in roter Farbgebung auffiel.
Bei der ersten Serie traten insbesondere im harten Winter 1962/63 grosse Probleme mit elektrischen Überschlägen auf. Diese Lokomotiven verkehrten, nach der Ablieferung von passenden Steuerwagen (Dt, DZt, BDt, ABt) im Pendelzugbetrieb zur Hälfte der Fahrten ferngesteuert am Schluss des Zuges und saugten durch die tief liegenden, einfachen Lüftungsgitter (Lamellen) viel Flugschnee und Schmutz an. Die Motoren fielen dadurch gleich reihenweise aus, auch Überschläge im übrigen elektrischen Teil traten recht häufig auf. Abhilfe erhoffte man sich durch einen grösseren Umbau der ganzen ersten Serie nach deutschem Vorbild. Dort traten die gleichen Schwierigkeiten bei den schiebenden Einheits-Elektroloks der DB E 41 auf. Eingebaute Doppel-Düsenlüftungsgitter an Stelle der bisherigen Lüftungslamellen waren ein durchschlagender Erfolg. So entschloss man sich seitens der SBB, alle 26 Loks der ersten Serie entsprechend umzubauen. Dabei wurden auf der ganzen dem Publikum und Zugpersonal nicht zugänglichen Seite bei allen acht Fenster- und Lüfteröffnungen Düsenlüftungsgitter eingebaut, während die Lüftungsöffnungen auf der anderen Lokseite zugeschweisst wurden. Dieser Umbau verbesserte die Situation markant, verlieh der Lokomotive auf dieser Seite aber ein recht bulliges Aussehen. Zusätzlich zu dieser Massnahme wurden die bisher aussen an den Hauptluftbehältern (unter der Lokmitte, quer liegend) angebrachten Hauptluftbehälter-Abschlusshahnen in den Maschinenraum verlegt.

## Umbauten
Die Zahl der Umbauten und Veränderungen war vielfältig. Es sei hier auf die Fachliteratur verwiesen. Wichtigste Veränderung war der Einbau der Vielfachsteuerung bei den Lokomotiven 409–426 bis 1960 bei gleichzeitiger Umnummerierung zu 10009–10026.

## Einsatz
Die Lokomotiven verkehrten lange Zeit im Schnellzugdienst, insbesondere im Mittelland auf den Linien Zürich–Genf und Luzern–Schaffhausen. Hier wurden sie aber Anfang der 1970er Jahre durch Pendelzüge mit RBe 4/4 Triebwagen abgelöst. Diese waren durch den Einsatz der Re 4/4II im Mittelland frei geworden. Die Lokomotiven der ersten Serie kamen dank ihrer Pendelzugfähigkeit anschliessend in einen lang dauernden Einsatz im Regionalverkehr. Sie konnten dabei ihre Leistungsfähigkeit auch auf Bergstrecken wie den Gotthardrampen nochmals eindrücklich unter Beweis stellen.
Die Lokomotiven der zweiten Serie wurden in der zweiten Phase ihrer Einsatzdauer einerseits für den Einsatz im hochqualifizierten Reisezugverkehr (TEE Rheingold, TEE Bavaria) und andererseits im Regionalzugverkehr eingesetzt. Die Lokomotiven 10033, 10034, 10046 und 10050 erhielten 1972 den TEE-Anstrich und die Loks 10033 und 10034 einen Stromabnehmer mit breiter 1950-mm-Wippe nach DB/ÖBB-Norm für den TEE Bavaria bis Lindau.
Bereits 1960 waren die beiden Loks 10036 und 10037 (zusammen mit den Ae 4/7 10948–10951) mit einer breiteren Wippe ausgerüstet worden, um einen Durchlauf von St. Margrethen über Bregenz nach Lindau zu ermöglichen, wo der Lokwechsel bei Zügen nach München vorgenommen wird. Dieser Lokdurchlauf endete 1967, als Re 4/4II die Führung der Schnellzüge übernahmen. Ab 1969 wurden die Lokdurchläufe mit den damals frisch abgelieferten Re 4/4II 11196–11201 wieder aufgenommen.
Lokomotiven beider Baulose waren auch immer gut für die Führung von Ersatzleistungen zu Regelzügen.
Als damals einzige Lokomotive mit einer Höchstgeschwindigkeit von 125 km/h waren die Re 4/4I auch häufig mit Versuchszügen unterwegs, bis sie von den Re 4/4II abgelöst wurden.
Häufige Einsätze leisteten die Lokomotiven auch im Vorspanndienst vor jeder Art von Zügen, am Anfang ihrer Karriere sogar vor Dampflokomotiven.

## Verbleib der Re-4/4I-Lokomotiven

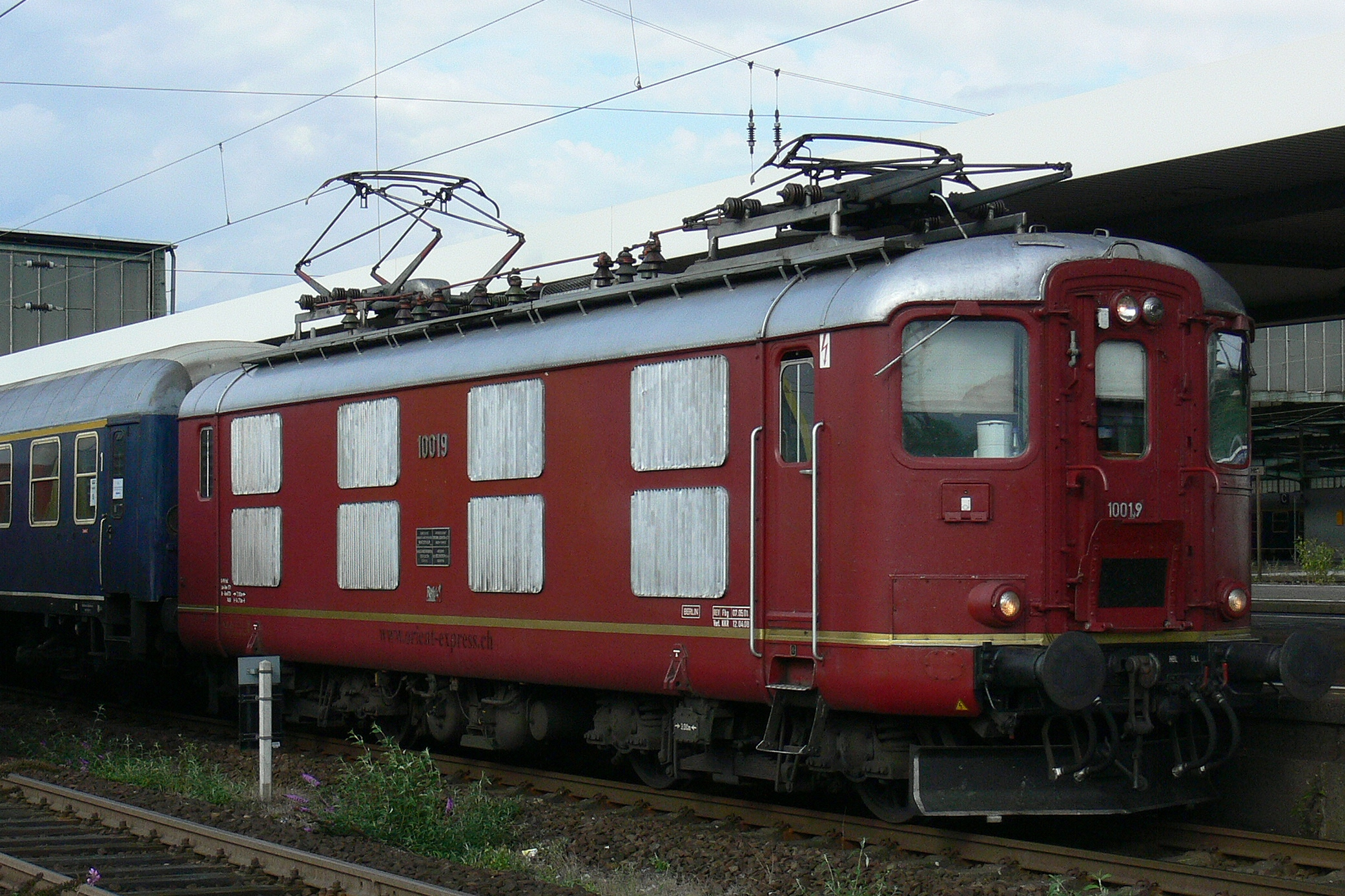
Centralbahn Re 4/4 I^{I} 10019 der 1. Serie im Duisburger Hauptbahnhof, 2007

Letzte Einsätze für die Maschinen der zweiten Serie ergaben sich in Basel SBB, wo sie, nach dem Rückzug aus dem Streckendienst, mit Rückspiegeln und Rangierfunk ausgerüstet Rangier- und Waschdienste verrichteten, bis sie von den Prototyp-Triebwagen RBe 4/4 1401–1406 verdrängt wurden. Inzwischen wird hierfür die Re 4/4II 11120 verwendet.
Es gab ernsthafte Bestrebungen, die bis zum Einsatzende in den einstigen TEE-Farben weinrot/crème eingesetzte Lokomotive 10050 als letzte bei den SBB in diesen Farben vorhandene Lokomotive der Nachwelt zu erhalten, da sich für sie – im Gegensatz zum Schnelltriebwagen RAe 4/8 1021 («Churchill-Pfeil») und dem RAe TEEII – ein gedeckter Abstellplatz hätte finden lassen. Selbst Eingaben an Verkehrsminister Moritz Leuenberger zur Erhaltung der 10050 blieben erfolglos. Die zuständige SBB-Hauptwerkstätte Yverdon liess die Lok kurzerhand vom Schrotthandel Flückiger in Rothrist abbrechen. Wegen Sprachschwierigkeiten nahm man bei Flückiger (in der deutschsprachigen Schweiz) an, dass die SBB für das Verschrotten der Lok 3500 Franken bezahlen würden; bei den SBB (Hauptwerkstätte im französischsprachigen Yverdon-les-Bains) wollte man aber diesen Betrag für die Lok haben. Schlussendlich mussten, nachdem die SBB vor Gericht verloren hatten, diese Flückiger dann als Ausgleich noch ein paar zu verschrottende Güterwagen überlassen.

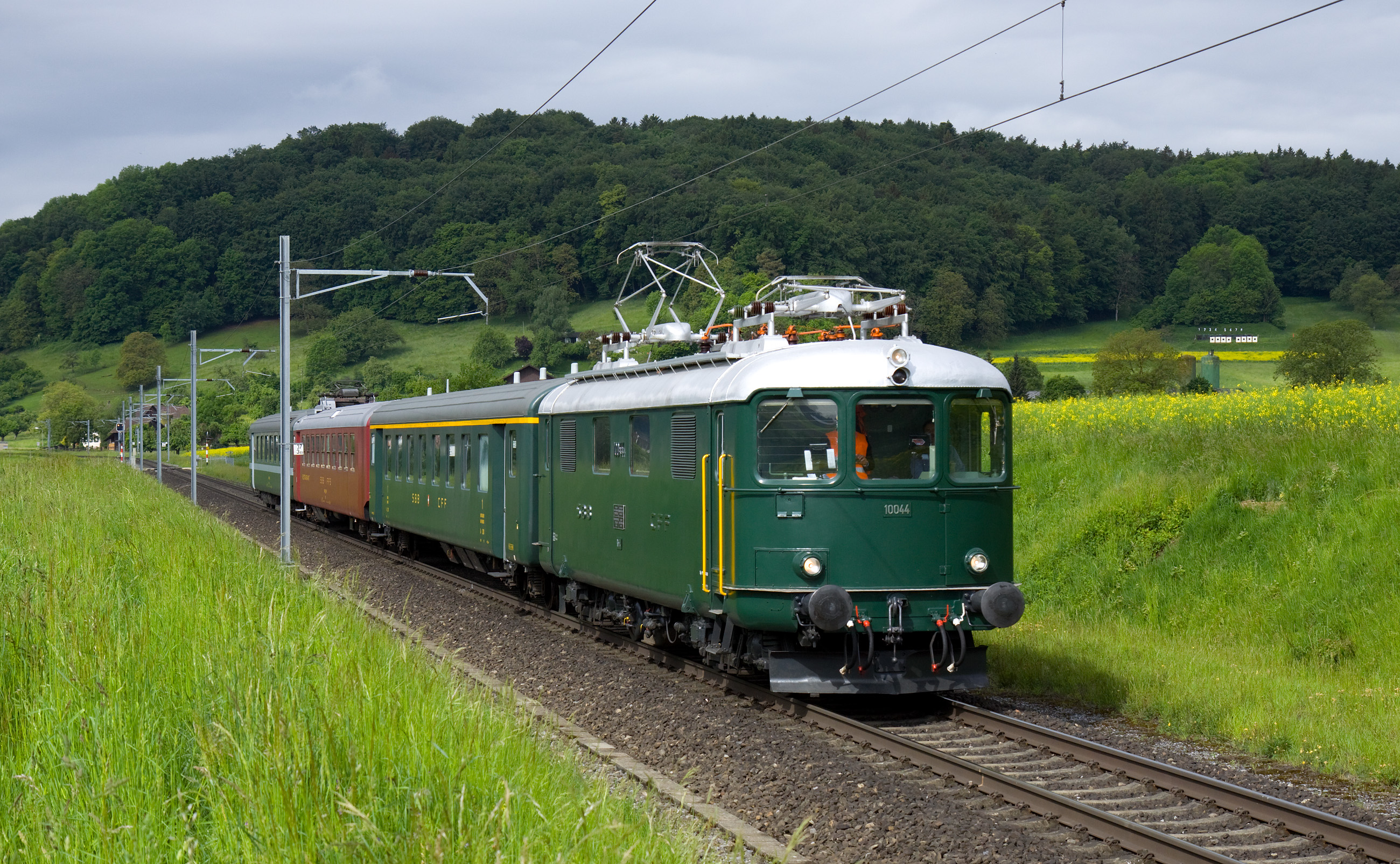
SBB Historic Re 4/4^{I} der 2. Serie mit einem Extrazug bei Otelfingen, 2009

Die SBB erhalten die zwei Lokomotiven 10001 (1. Serie, Zustand 1950er Jahre, Standort Olten) und 10044 (2. Serie, Standort Rapperswil) im Bestand der historischen Triebfahrzeuge, sie gingen in die Stiftung Historisches Erbe der SBB über. Sechs Lokomotiven wurden an den Verein Classic Rail verkauft. Drei weitere wurden nach Deutschland verkauft. Zwei landeten im Eisenbahnmuseum Darmstadt und die Dritte erwarb ein Privatmann. Die restlichen Lokomotiven wurden abgebrochen. Die Classic Rail Locomotives verkaufte vier der Lokomotiven an die inzwischen nicht mehr existierende Mittelthurgaubahn, kurz MThB, die diese im Free Access in der Schweiz für verschiedene Transportaufgaben einsetzte. Dies passierte zum Missfallen der SBB, da diese den Verkauf an Classic Rail damit verknüpft hatte, die Re 4/4I nicht mehr auf dem Netz der SBB einzusetzen. Zwei dieser Lokomotiven befanden sich anschliessend als Re 416 mit den Nummern 626 und 627 im Besitz der Rail4chem.
Die Lokomotive 10034 mit TEE-Lackierung wird vom Eisenbahnklub TEE CLASSICS vor Museumszügen seit 2009 eingesetzt. 
In der folgenden Tabelle sind alle noch erhaltenen Loks aufgeführt:
| Halter                | Nummer altes System | TSI-Nummer       | Fahrzeugstatus                             |
| --------------------- | ------------------- | ---------------- | ------------------------------------------ |
| SBB Historic          | 10001               | 91 85 4410 001-2 | betriebsfähig                              |
| Classic Rail AG       | 10002               | 91 85 4410 002-0 | abgestellt in Luino (I)                    |
| Centralbahn AG        | 10008               | 91 80 0010 008-x | nicht betriebsfähig abgestellt             |
| Classic Rail AG       | 10009               | 91 85 4410 009-5 | betriebsfähig                              |
| Swiss Rail Traffic AG | 10016               | 91 85 4410 016-0 | betriebsfähig                              |
| Centralbahn AG        | 10019               | 91 80 0010 019-1 | nicht betriebsfähig abgestellt             |
| Swisstrain SA         | 10032               | 91 85 4410 032-7 | nicht betriebsfähig abgestellt             |
| TEE Classics          | 10034               | 91 85 4410 034-3 | betriebsfähig                              |
| Classic Rail AG       | 10039               | 91 85 4410 039-2 | betriebsfähig                              |
| Classic Rail AG       | 10042               | 91 85 4410 042-6 | nicht betriebsfähig abgestellt             |
| SBB Historic          | 10044               | 91 85 4410 044-2 | betriebsfähig                              |
| Classic Rail AG       | 10046               | 91 85 4410 046-7 | nicht betriebsfähig im Locorama Romanshorn |

### Weitere Quellen
Zeitschriften Eisenbahn-Amateur, Schweizer Eisenbahn-Revue, Fachliteratur, Erzählungen älterer Lokomotivführer und Werkstatt-Angestellter der SBB sowie von Fahrdienst- und Depotpersonal der Verkehrsbetriebe Zürich (VBZ). Ausserdem eigene Erkenntnisse im Dienst bei den SBB.